# André Sernin
André Sernin (Jean Nersessian) est un écrivain français né le 1er juin 1921 et mort le 16 juin 1997.

## Biographie
André Sernin, issu d'une famille bourgeoise parisienne et négociant de pierres précieuses depuis trois générations, a dû se tourner vers ce métier en raison de son incapacité à enseigner, conséquence d'une tuberculose contractée en 1945. Il a échoué à intégrer l'École Normale Supérieure après avoir effectué des études en hypokhâgne au lycée Henri IV. En 1941, il termine 40e au concours d'admission section Lettres. Trois ans après la publication d'Eva, il a noué une amitié avec Roger Martin du Gard, dont il reste une correspondance significative. Entre 1962 et 1967, il a publié des extraits de ses voyages sous forme de feuilletons dans le journal Combat.
En 1981, il soutient une thèse d'État portant sur Georges Bénézé.
En 1990, candidat à l'Académie française, il est battu par Hélène Carrère d'Encausse au premier tour de scrutin, par 23 voix contre 9 à André Sernin.
En 1995, il se représente à l’Académie française pour le fauteuil d’Eugène Ionesco (fauteuil n°6). Marc Fumaroli est élu le 2 mars 1995. Patrick Besson et Denys Viat se présentaient également.
En 1995, il se présente de nouveau à l'Académie française avec également Charles Dédéyan, Michel Dupas et Jorge Semprun au fauteuil du philosophe Henri Gouhier (fauteuil n°23). L’élection qui devait avoir lieu le 1er  juin 1995 a été repoussée officiellement pour une raison de calendrier. Pierre Rosenberg est finalement élu à ce siège le 7 décembre 1995.

## Critiques littéraires de quelques œuvres

### Sur l'auteur
« Il y a longtemps que je pense que, s’il existait une justice en littérature, le nom d’André Sernin éclaterait en tête des romanciers contemporains. » Jacques Vier.
« Je suis comme vous, j’attache un prix inestimable à cette volonté de clairvoyance, qui, chez vous semble ne faiblir jamais, et donne à ce que vous écrivez un incomparable accent de probité ». Roger Martin du Gard
« Alain Un sage dans la cité, d’André Sernin, dont j’ai apprécié toute la distance critique – en particulier la tragique méprise d’Alain devant l’Allemagne hithlérienne. » de Michel Winock dans Les Années Mitterrand : journal politique 1981-1995.

### PourL’apprenti philosophe
« Je crois que ce livre sera lu par toute la jeunesse intellectuelle » Roger Martin du Gard
« Je trouve cela beaucoup plus intéressant que tant de romans qui nous racontent comment l’auteur apprit à faire l’amour » André Maurois
« Cela se lit avec un vif intérêt… Ivre de connaissance…Très intelligent… » François Mauriac
« Cet « Apprenti », confession loyale, a de forts attraits et mérite la plus vive sympathie…Ce qui rend ce livre si sympathique, c’est cette faim de comprendre, de penser, d’être soi… » Robert Kemp
« Voici un petit livre bien fait pour passionner cette race de lecteurs, plus étendue qu’on ne croit qui ne connaissent pas de romanesque aussi attachant que celui des idées… » Claude Mauriac

### PourEva
« M. Sernin a misé sur la propreté morale de ses personnages et cela constitue une originalité exceptionnelle dans la présente littérature » Émile Henriot
« Une fois refermé, j’ai eu la tentation de le rouvrir, et c’est dire combien j’ai trouvé ce roman vrai et attachant » Bulletin des Lettres de la Sélection Lardanchet à Lyon.
André Bourin critique le roman d’André Sernin en soulignant que « ce ne sont pas les plus nobles ambitions » qui motivent l'auteur. Il note le « style » et la « psychologie » du récit, qui révèlent un désir « d’être écrivain traditionnel » tout en abordant une « aventure amoureuse » dans le Paris occupé. Cependant, Bourin déplore que « l’enrichissement d’un amour malheureux » ne soit pas atteint, et s'interroge « pourquoi n’a-t-il pas déroulé simplement son récit ? » Il considère le héros comme « pédant » et critique ses « discours, de dissertations, de maximes » qui en font un « moraliste » et un personnage « conventionnel ». En dernière analyse, c'est André Sernin lui-même qui, selon Bourin, mérite les « blâmes » adressés au protagoniste.

### PourLes Monts Maudits
«  …Ce diable d’homme doit avoir quelque chose à dire puisqu’il sait si bien se faire écouter. Retenons le nom de cet auteur aujourd’hui inconnu : il porte en lui une œuvre » Pierre de Boisdeffre

### PourIcare
« André Sernin est un chroniqueur de la meilleure race. On trouvera dans le plus significatif document sur notre vie littéraire…On y retrouvera aussi, chose plus rare de nos jours, un esprit et un style qui, jusqu’à la mort de l’auteur, ne s’en laisseront pas accroire. » R-M Albérès

### PourPilote de course
« Que de jeunes s’enthousiasmeront pour ce champion de la vitesse, paladin moderne » Robert Got, dans Carrefour.

### PourDésirable Elina
« J’ai lu ce livre avec beaucoup d’intérêt. Je comprends mal pourquoi son auteur n’a pas plus d’audience » Jules Romains

### PourLe Capitaine Galicien
« La plupart des écrivains arrivés dans la génération nouvelle ne valent guère André Sernin…Peu de romanciers contemporains ont su, mieux que celui-ci, attraper le tour et la démarche des conteurs picaresques… » Robert Poulet, Rivarol.
« André Sernin gagne sa partie ; on le lit sans que l’intérêt faiblisse un instant. Cette image de l’éternel et universel guerrier est tout à fait typique de notre gente époque » Robert Escarpit, Le Canard Enchaîné.

### PourAlain, un sage dans la cité
Bertrand Poirot-Delpech souligne qu'avec cette biographie d'Émile Chartier, dit Alain, qui « n'avait même pas été dressé à ce jour. André Sernin répare cet oubli, avec minutie et ampleur. »

## Distinctions
- Prix Maurice Trubert 1950 de l’Académie Française[15]pour Eva.
- Prix Mottart 1954 de l’Académie Française[15]pour L’Apprenti Philosophe.
- Prix Lucien Tisserant 1959 de l’Académie Française[16]pour Désirable Elina.
- Prix Lucien Tisserant 1961 de l’Académie Française[16]pour Le Capitaine Galicien.
- Prix Véga et Lods de Wegmann 1970 de l’Académie Française[15]pour Le dernier des Cathares.
- Prix Véga et Lods de Wegmann 1979 de l’Académie Française[15]pour Les genêts de l’Espinouse.
- Prix de la Critique 1986 de l’Académie Française[17]pour Alain, un sage dans la Cité.

## Œuvres
Œuvres :

### L’étudiant
- La Greffe, 1978. De L’Ararat à Paris. Hors commerce.
- Le Greffon ou les premiers pas, 1973. Hors commerce.
- L’Apprenti Philosophe, précédé d’une lettre de Roger Martin du Gard, 1954, Nouvelles Éditions Latines. Réédité en 1981 aux Éditions France-Empire, suivi de Rêveries passions.
- Eva, 1950. Éditions Jean Vigneau.
- L’Apprenti amoureux, version complète d’Eva, 1971 et 1972. Trois volumes. Hors commerce.
- La Remontée, 1982. Éditions France-Empire.
- Le Grand Tournant, 1967. Hors commerce.
- Les Monts maudits, 1955. Nouvelles Éditions Latines.
- Les Monts maudits ou Les obliques, version complète, 1978. Hors commerce.

### L’Apprenti-Écrivain
- Le retour du soleil, 1968. Hors commerce.
- Lumières dans l’ombre, 1969. Hors commerce.
- Femmes et paysages, 1970. Hors commerce.
- Le point du jour, 1970. Hors commerce.
- Icare, 1956. Nouvelles Éditions Latines. Couronné par la Société des Gens de Lettres.

### L'Écrivain
- D’une guerre à l’autre, 1974. Hors commerce.
- Kathy, 1957. Multigraphié.
- L’orage de midi, 1975. Éditions de la Revue Moderne.

### Autres Romans
- Pilote de course, 1957. Nouvelles Éditions Latines.
- Désirable Elina, 1959. Nouvelles Éditions Latines.
- Le Capitaine Galicien, 1961. Nouvelles Éditions Latines.
- Pilote de moto, 1964. Nouvelles Éditions Latines.
- Le dernier des Cathares, 1970. Éditions de Montligeon. Réédité en 1974 aux Editions de l’Amitié.
- Nathalie, 1974. Multigraphié.
- Franc-tireur en uniforme, chronique de la guerre 1939-1940. Éditions Jacques Grancher, 1973.
- Le réprouvé, 1975. Hors commerce.
- Bel-Amant et les sirènes, 1976. Éditions de la Revue Moderne.
- Les genêts de l’Espinouse, 1979. Edisud.
- La confession d’un homme perdu, 1980. Hors commerce.
- Les amants de Quillan, 1980. Multigraphié.
- Le médecin de Sumatra, 1983. Éditions France-Empire.
- L’homme de Tokat, 1987. Éditions France-Empire.
- Les lotus de Bali, 1987. Éditions France-Empire.

### Théâtre
- Alexandre le Grand, drame historique, 1969. Hors commerce.
- Le Tzar sans nom, drame historique, 1963. Nouvelles Éditions Latines. Couronné par l’Académie Française[15] et retenu par le Jury du prix d’Enghien.
- La rupture égoïste, comédie en un acte, 1969. Hors commerce.
- La voie du sang, drame historique, 1970. Hors commerce.
- Le peintre et le marchand, drame historique, 1975. Hors commerce.
- Amants et auteurs, George Sand et Alfred de Musset, comédie dramatique en trois actes et cinq tableaux, 1995. Hors commerce.

### Impressions de voyage
- L’Asie à vol d’oiseau, Feuilleton de Combat, 1962-1963.
- Les Indes à vol d’oiseau, Feuilleton de Combat, 1963-1964.
- De New York au Yucatan, Feuilleton de Combat, 1965.
- L’Amérique du Sud à vol d’oiseau, Feuilleton de Combat, 1966.
- De Paris au Caucase, 1962-1963, Multigraphié.
- Un mois en Chine et en Sibérie, Feuilleton de Combat, 1966-1967.
- L’Afrique Australe à vol d’oiseau, 1966, Multigraphié.
- Le tour du monde en trente-six jours, 1968, Multigraphié.

### Correspondance
- Avec Roger Martin du Gard, 1953-1958. Hors commerce.

### Philosophie, Morale et Politique
- Réflexions sur la guerre, 1946. Multigraphié.
- Défense de l’humanité, 1965. Hors commerce. (Sous le pseudonyme de Michel Dromon)
- Comment va périr l’Occident, 1976. Éditions de la Revue Moderne. (Sous le pseudonyme de Frédéric Valensole)
- Complot à Moscou, 1977. Éditions de la Revue Moderne. (Sous le pseudonyme de Frédéric Valensole)
- Un philosophe méconnu, Georges Bénézé, thèse de doctorat ès-lettres, 1982. Éditions France-Empire.
- Vivre pour quoi ? 1982. Multigraphié.
- Alain, un sage dans la cité, 1985. Éditions Robert Laffont. Grand prix de la critique de l’Académie Française[15], 1986.
- Journal d’un bourgeois de Paris en mai 1968. Hors commerce.
- Bilan d’un écrivain, 1988. Hors commerce.
- Nouveaux dialogues des morts, 1989. Éditions France-Empire.
- Plaidoyer pour un monde en péril ou cinquante ans après, essai sur l’humanité au seuil du 3ème millénaire, 1990. Éditions France-Empire.
- Nouveaux nouveaux dialogues des morts, d’Innocent III à Marilyn Monroe, 1990. Hors commerce.